# Rafael Farfán
Rafael Farfán Quispe (Lima, Perú, 28 de diciembre de 1975) es un exfutbolista peruano. Jugaba de defensa central, lateral o volante de contención. Es tío de Jefferson 'Foquita' Farfán y hermano menor de Roberto 'Foca' Farfán, ambos delanteros.

## Trayectoria
Se formó en los juveniles del Defensor Lima. Luego jugó en equipos de la Liga de Chosica, así como también en el Juan Mata de Nazca, la reserva del Sport Boys y el Alfonso Ugarte de Puno.
Su debut en Primera División se dio jugando como delantero por el Estudiantes de Medicina de Ica. Ello se produjo en el año 2002, cuando su equipo obtuvo una victoria de 2-0 ante Alianza Atlético. 
Posteriormente, su carrera transcurrió en diversos equipos de la Primera División como el César Vallejo, Sport Ancash, Deportivo Municipal y Coronel Bolognesi. Fue cambiando su posición hasta convertirse en lateral derecho o volante central.

## Clubes
| Club                      | País | Año       |
| ------------------------- | ---- | --------- |
| Juan Mata                 | Perú |           |
| Alfonso Ugarte            | Perú | 1999      |
| Estudiantes de Medicina   | Perú | 2002      |
| Villa del Mar             | Perú | 2003      |
| Estudiantes-Grau          | Perú | 2004      |
| Universidad César Vallejo | Perú | 2005      |
| Sport Áncash              | Perú | 2006      |
| Deportivo Municipal       | Perú | 2007      |
| Coronel Bolognesi         | Perú | 2008      |
| Alianza Atlético          | Perú | 2009      |
| Sport Huancayo            | Perú | 2010-2013 |
| UTC de Cajamarca          | Perú | 2014      |

## Palmarés

### Distinciones individuales
| Premio                                                                                                | Año  |
| --- | ---- |
| Incluido en el equipo ideal del Campeonato Descentralizado según el portal periodístico DeChalaca.com | 2012 |